# Sesser (Illinois)
Sesser je grad u američkoj saveznoj državi Ilinois. Prema popisu stanovništva iz 2010. u njemu je živjelo 1.931 stanovnika.